# Czerwony Kościół
Czerwony Kościół (niem. Rothkirch)  – wieś w Polsce położona w województwie dolnośląskim, w powiecie legnickim, w gminie Krotoszyce.

## Podział administracyjny
| SIMC    | Nazwa   | Rodzaj    |
| ------- | ------- | --------- |
| 0364660 | Leśniki | część wsi |

W latach 1975–1998 miejscowość administracyjnie należała do województwa legnickiego.

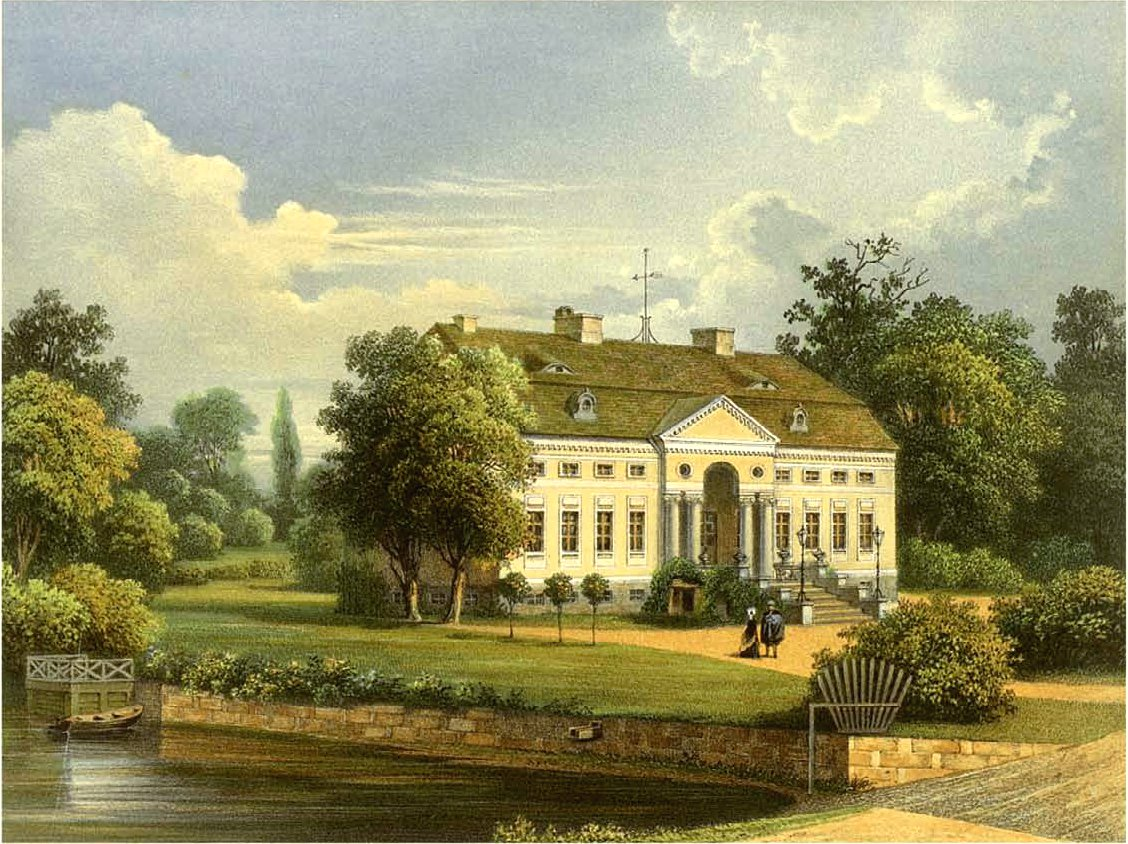
pałac w Czerwonym Kościele

## Zabytki
Do wojewódzkiego rejestru zabytków wpisane są:
- kościół filialny pw. Narodzenia Najświętszej Marii Panny, z 1300 r., przebudowany w 1718 r.
- zespół pałacowy
  - pałac, z 1794 r., przebudowany w końcu XIX w.
  - park, z XIX w.
  - dom oficjalistów, z połowy XIX w., przebudowany w końcu XX w.
  - dom mieszkalny, z końca XVIII w., przebudowany w końcu XIX w.
  - obora na folwarku, z końca XIX w.